# Exzellenzcluster Kognitive Interaktionstechnologie
Der Exzellenzcluster Kognitive Interaktionstechnologie (englisch Center of Excellence in Cognitive Interaction Technology, kurz CITEC) war ein Exzellenzcluster an der Universität Bielefeld, der im November 2007 unter der Koordination von Helge Ritter gegründet wurde. Die fächerübergreifende Forschung am CITEC wird in vier Bereiche gebündelt: Bewegungsintelligenz, Systeme mit Aufmerksamkeit, Situierte Kommunikation sowie Gedächtnis und Lernen. CITEC ist deutschlandweit der einzige Exzellenzcluster mit dem Schwerpunkt Robotik. Die Forschungseinrichtung arbeitet mit strategischen Partnern aus Industrie, Wirtschaft sowie Sozial- und Gesundheitswesen wie den v. Bodelschwinghschen Stiftungen Bethel, Miele, Bertelsmann und dem Honda Research Institute Europe zusammen.
CITEC betreibt unter dem Label Interaktive Intelligente Systeme Spitzenforschung im Bereich Mensch-Maschine-Interaktion. CITEC steht im Zentrum des strategischen Forschungsschwerpunkts "The Socio-Technical World: Interactive Intelligent Systems" der Universität Bielefeld und stellt die organisatorische Struktur für diesen Forschungsschwerpunkt. In dieser Funktion bietet CITEC ein gemeinsames Dach auch für die Arbeitsgruppen des Forschungsinstituts für Kognition und Robotik (CoR-Lab).

## Projekte

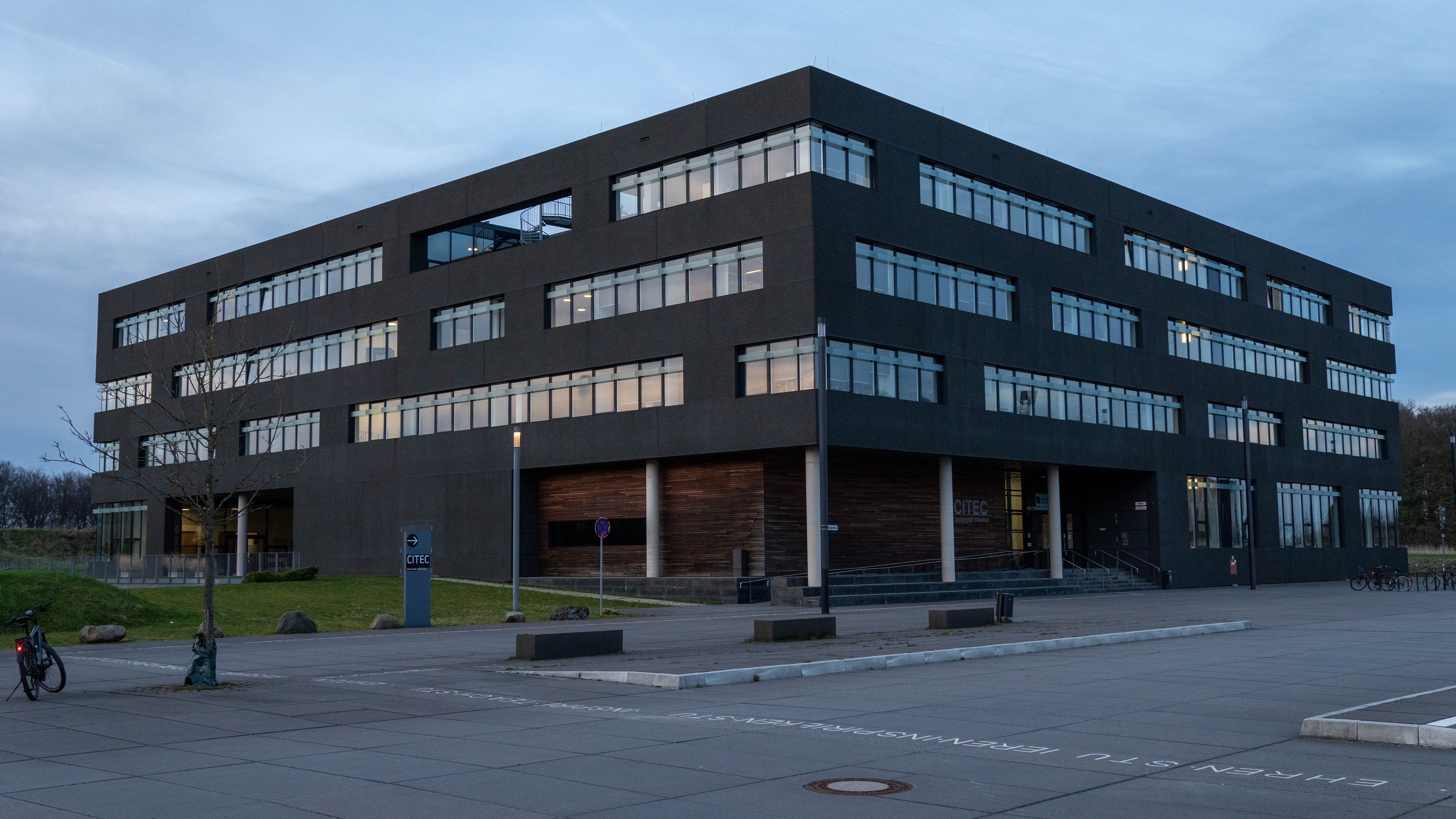
CITEC-Gebäude

CITEC bündelt seine interdisziplinäre Forschung in strategischen Projektlinien. Dabei setzen die Forscher auf Expertise aus unterschiedlichen Fachrichtungen. So arbeiten zum Beispiel in Großprojekten bis zu 20 Personen gemeinsam.
Das Projekt Intelligenter Coaching-Raum ICSPACE entwickelt ein System in einem virtuellen Trainingsraum, das Sportlern und Reha-Patienten hilft, motorische Handlungen einzuüben und zu verbessern. Künftig soll darin ein virtueller Trainer bei Tai-Chi, Yoga oder auch Aerobic anleiten.
In dem Projekt FAMULA arbeiten Teams daran, einen selbstlernenden Roboter zu entwickeln. Er soll sich mit Gegenständen eigenständig vertraut machen und sie erkunden, um ihren Zweck zu verstehen. Darüber hinaus wird der Roboter fähig sein, mit seinem Gesicht Emotionen auszudrücken und kann als soziales Gegenüber wahrgenommen werden. Seine Hände sind menschlichen Händen in Größe, Form und Beweglichkeit nachempfunden.
Was ein Roboter braucht, um sich ohne vorgegebene Navigationsdaten in schwer begehbarem Gelände zurechtzufinden erforschen Wissenschaftler mit dem Laufroboter HECTOR. Er soll lernen, seine Umwelt und seinen eigenen Körper präzise „wahrzunehmen“. Vorbild für die Gestaltung seines Körpers und seiner Bewegungsfähigkeit ist die Stabheuschrecke.
Das vierte Großprojekt – das Roboter-Service-Apartment – ist eine Wohnung mit Sozialkompetenz. Das Apartment und der dazugehörige humanoide Roboter Floka sollen Menschen bei Alltagstätigkeiten unterstützen und ihr Leben behaglich machen. Die Besonderheit: Das Apartment ist nicht auf einzelne Dienstleistungen festgelegt. Vielmehr soll es lernen, flexibel auf die Bedürfnisse von Menschen zu reagieren.

## Graduiertenschule
Die CITEC-Graduiertenschule mit etwa 100 Doktoranden bietet eine fakultätsübergreifende Qualifikation in dem interdisziplinären Forschungsfeld an. Leiter ist der Sportwissenschaftler und Psychologe Thomas Schack.

## CITEC-Gebäude

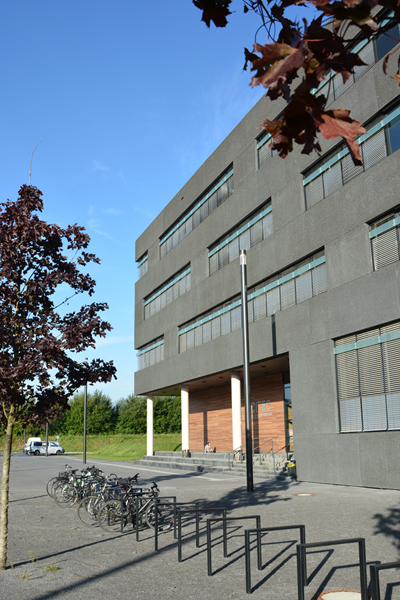
CITEC-Gebäude auf dem Campus Nord der Uni Bielefeld

Seit 2013 hat der Exzellenzcluster ein eigenes Forschungsgebäude auf dem Campus Nord der Universität Bielefeld. Es verfügt über 5.300 Quadratmeter Hauptnutzfläche, davon 1.265 Quadratmeter für Labore. Im Zentrallabor und den anliegenden Laboren können Forscher aus Informatik, Biologie, Linguistik, Mathematik, Sportwissenschaft und Psychologie gemeinsam am gleichen Ort experimentieren.
Für die Ausstattung mit wissenschaftlichen Großgeräten wurden 2,3 Millionen Euro investiert. Die Gesamtkosten für das Forschungsgebäude liegen bei 32 Millionen Euro. Der Wissenschaftsrat setzte den Antrag der Universität Bielefeld für den Forschungsbau 2010 auf Platz 1 seiner Empfehlungsliste zur Förderung von Forschungsbauten an Hochschulen.
Baubeginn war im Januar 2011. Ende April 2013 übernahm die Universität Bielefeld das Gebäude vom Bau- und Liegenschaftsbetrieb Nordrhein-Westfalen (BLB), der die Fertigstellung als Bauherr verantwortete.

## Fakultäten und Forschungsgruppen
Am CITEC sind fünf Fakultäten der Universität Bielefeld beteiligt: Biologie, Linguistik und Literaturwissenschaft, Mathematik, Psychologie und Sportwissenschaft sowie die Technische Fakultät.
27 Forschungsgruppen arbeiten am CITEC zusammen:
- Active Sensing[11]
- Affektive Neuropsychologie[12]
- Ambient Intelligence[13]
- Angewandte Computerlinguistik[14]
- Angewandte Informatik[15]
- Angewandte Sozialpsychologie und Geschlechterforschung[16]
- Biologische Kybernetik[17]
- Biopsychologie und Kognitive Neurowissenschaften[18]
- Cognitive Systems Engineering[19]
- Computergrafik und Geometrieverarbeitung[20]
- Experimentelle Neurolinguistik[21]
- Klinische Linguistik[22]
- Kognitive Neurowissenschaften[23]
- Kognitive Robotik und Lernen[24]
- Kognitive Systeme und soziale Interaktion[25]
- Kognitronik und Sensorik[26]
- Maschinelles Lernen[27]
- Medizinische Assistenzsysteme[28]
- Neurobiologie[29]
- Neuroinformatik[30]
- Neurokognition und Bewegung – Biomechanik[31]
- Neurokognitive Psychologie[32]
- Neuromorphe Systeme[33]
- Phonetik und Phonologie[34]
- Semantische Datenbanken[35]
- Sicherungsanalyse und -technik bei Mensch-Maschine-Interaktion[36]
- Stochastische Analyse[37]
- Technische Informatik[38]
- Theoretische Computerlinguistik und Mathematische Linguistik[39]
- Verhaltensökologie[40]